# Caaguazú (Paraguay)

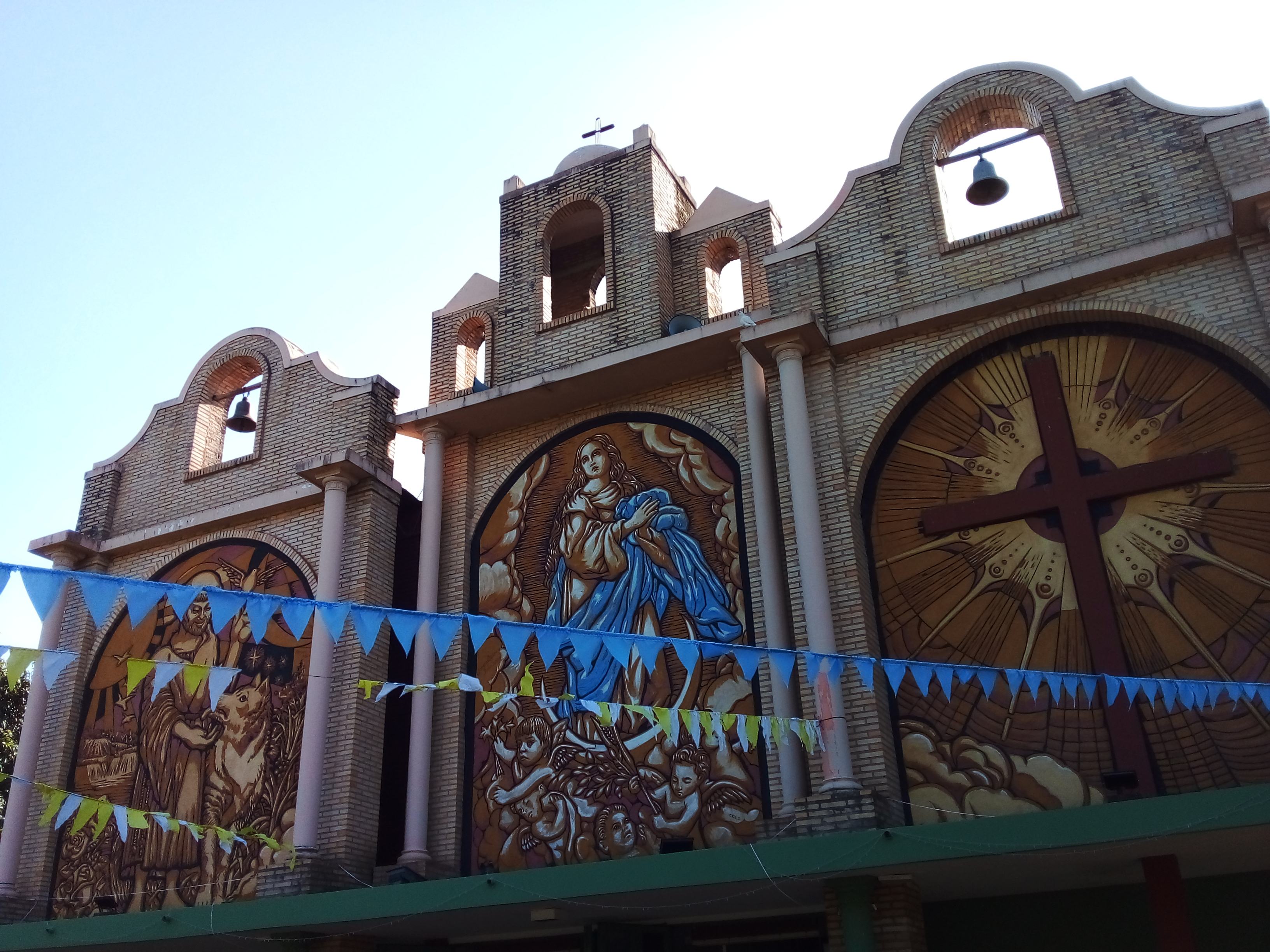
Iglesia de la Inmaculada Concepción (Caaguazú).

Caaguazú (en guaraní: Ka'aguasu) es una ciudad paraguaya del Departamento de Caaguazú, situada sobre la cordillera homónima. Es conocida como la «capital de la madera», pero en la actualidad los habitantes se dedican al sector agropecuario, comercio y servicios. Se ubica a 180 km de Asunción y a 144 km de Ciudad del Este, sobre la Ruta PY02. Cuenta con 98.200 habitantes, según el censo paraguayo de 2022.

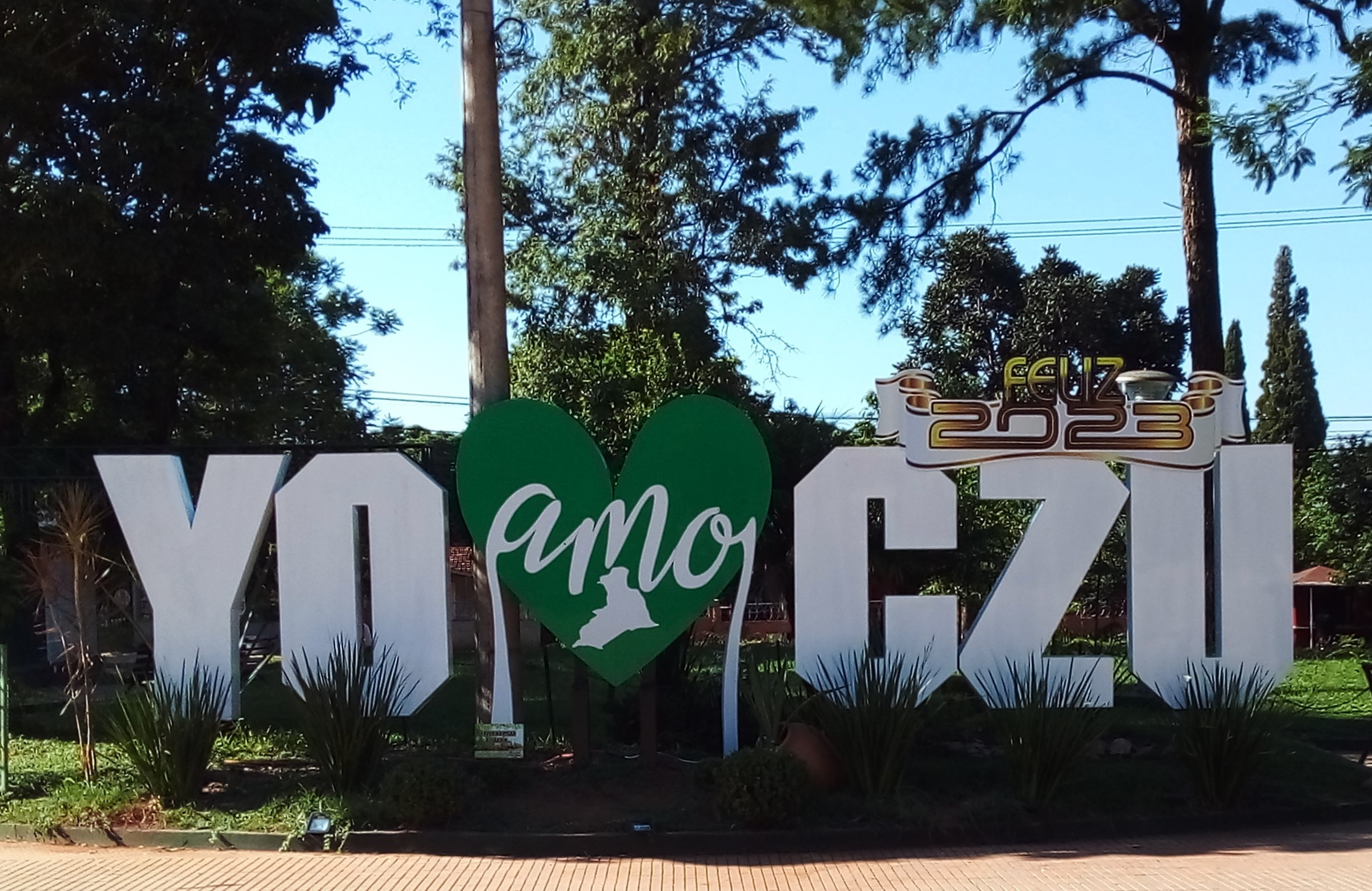
Plaza Bartolomé Aquino (Caaguazú).

## Toponimia
La expresión Caaguazú es un topónimo recurrente en el área de histórica de los guaraníes meridionales (Mato Grosso en portugués) tanto en asentamientos estables como en sitios distantes a ellos.
Debido a que caá (ka'a) es un vocablo que en guaraní se puede traducir como «selva» (ka'aguy) y también como «yerba mate», la etimología del topónimo Caaguazú (ka'a + guasu) suele ser ambigua, algunas veces la expresión es traducida como «gran yerba mate», otras veces como «selva exuberante».

## Historia
Sus antecedentes se remontan a tiempos en que los montes y praderas del “Ka’a Guasú” eran tierras adjudicadas a Don Cristóbal Villalba, 60 leguas en total, por Merced Real del año 1706, y desde 1762 pertenecientes a su hijo Sebastián Villalba.

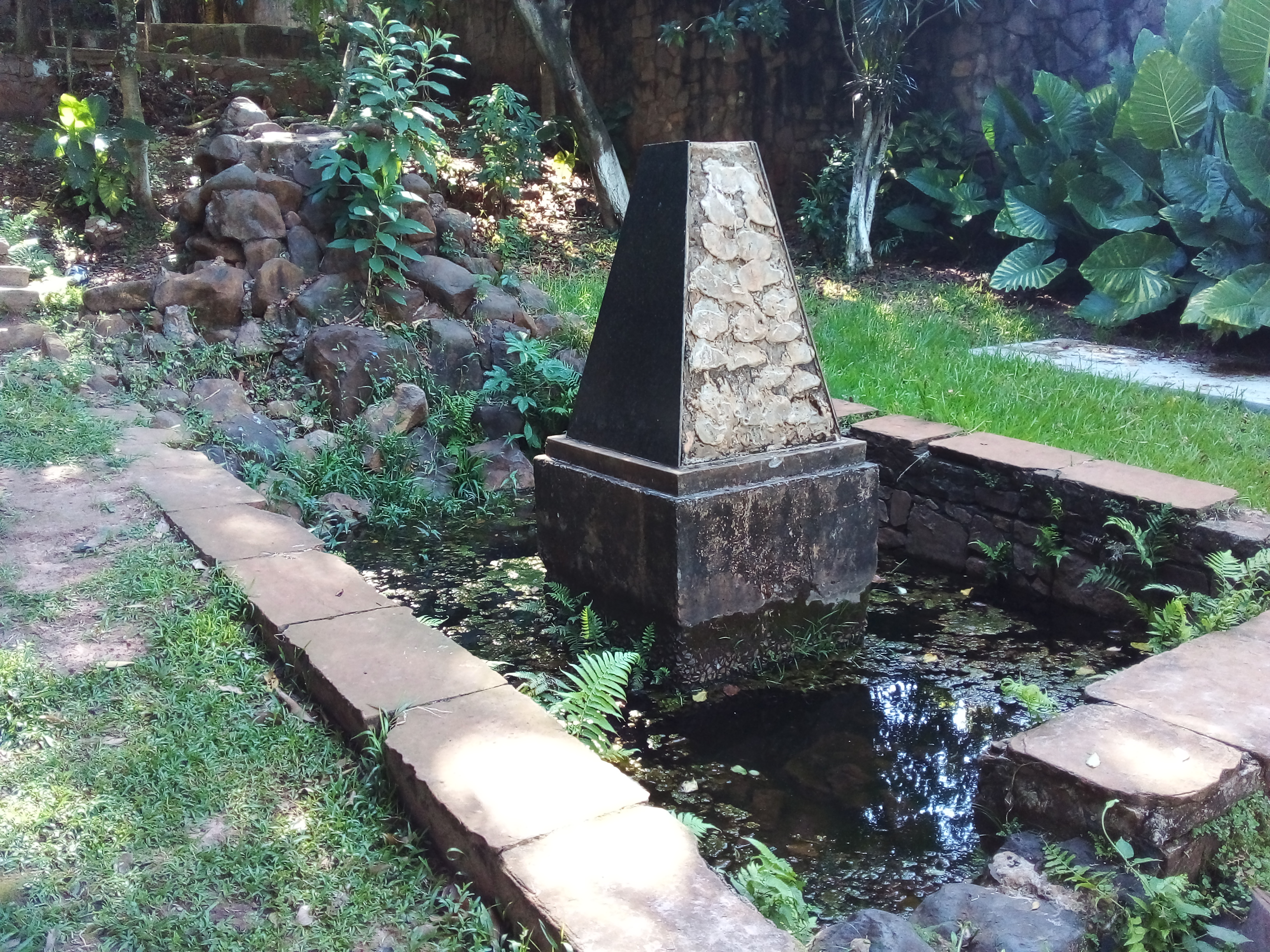
Ycua La Patria (Caaguazú).

En 1844 Carlos Antonio López, ordena un emplazamiento de guardia en el lugar denominado “Empalado”, tras los montes del “Ka’a Guasú”. Un año después, con el objetivo de poblar la zona, una comitiva de 11 familias guaireñas se instalaron cerca de una fuente de agua conocida como "Ykua la Patria", fundando así oficialmente la Villa del Caaguazú el 8 de mayo de 1845.
La picada de Caaguazú o de 7 Leguas, era un camino abierto en la inmensidad de las selvas de aquel entonces como un túnel, fue durante mucho tiempo la única conexión entre los primeros pobladores y la Ciudad de Villarrica, pasando por Mbocayaty.

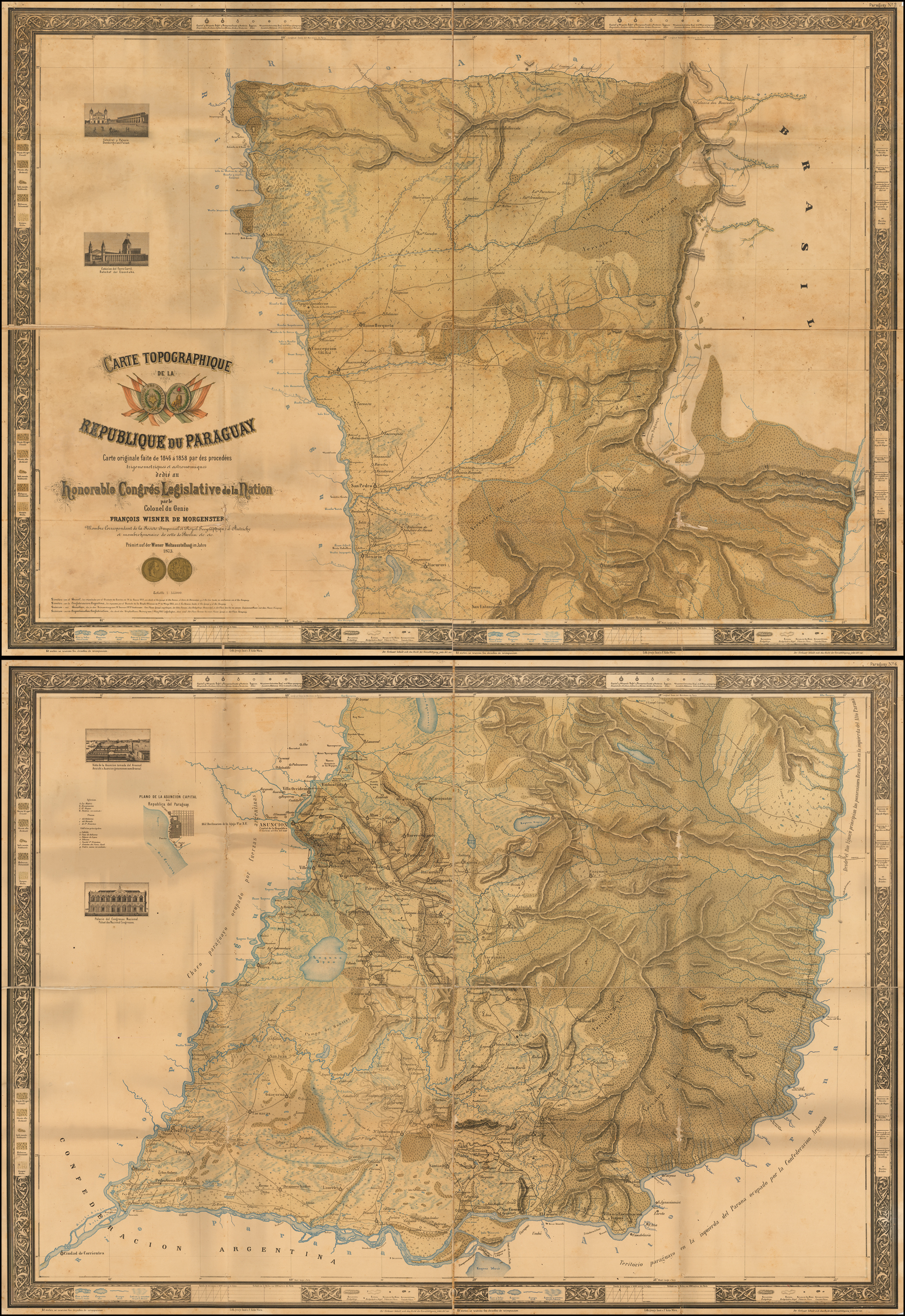
Mapa de Paraguay de 1873, donde se ve el poblado de Caaguazú.

Recién el 7 de junio de 1882 Caaguazú se estableció como municipio independiente.
La producción maderera con los primeros rolleros o hacheros le dejaron el apodo  de “Capital de la Madera” constituyéndose Caaguazú en el primer productor maderero nacional y el primer lugar en exportación de madera desde inicios de la década de 1970. Esto coincidió con la denominada marcha al este y la habilitación de la ruta que hoy lleva el nombre de Ruta PY02.

## Geografía
Esta localidad, cuyo distrito administrativo abarca una extensión de 977,64 km², ocupa el 5º lugar en el Departamento, se encuentra situada sobre el extremo norte de la cordillera del mismo nombre, es una región elevada con promedio de 400 m s. n. m., otorgándole un clima ameno y saludable. Forma parte del eje territorial Caaguazú.

## Clima
Las temperaturas mínimas que se registran es de hasta 0 °C en invierno, y las máximas alrededor de 42 °C en verano.

## Economía

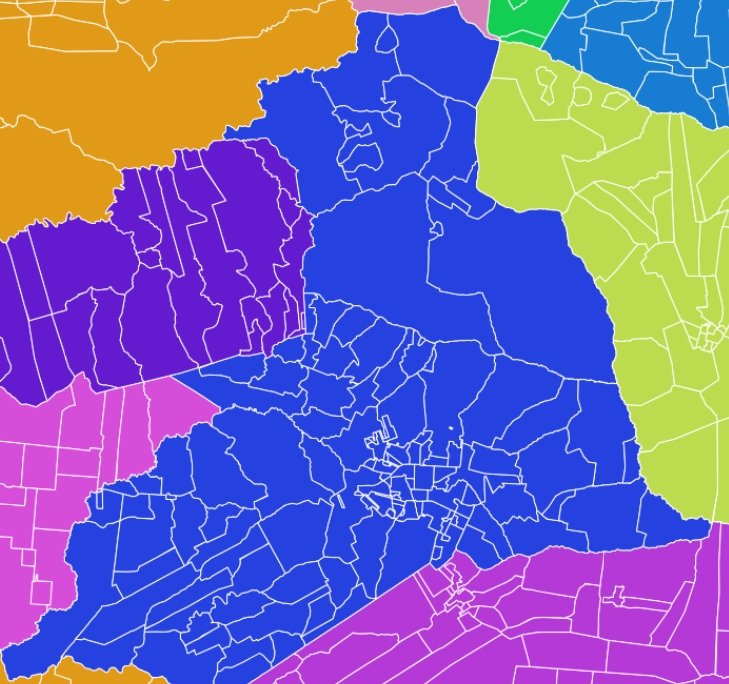
Vista de Caaguazú y sus localidades en el departamento de Caaguazú

El desarrollo comercial, apoyado fuertemente por el sector privado, ayudó al crecimiento de la zona urbana del distrito, atractiva hoy para las empresas inmobiliarias y hoteleras. Por otro lado, se constituye paulatinamente en ciudad universitaria, debido a la gran cantidad de jóvenes en edad de estudio y sin dudas la oferta universitaria constituye un motor para las economías urbanas, que tiene repercusiones notables en el sector inmobiliario, comercial y de servicios. 

## Demografía

### Barrios
Alguna de las localidades más importantes de Caaguazú son:
| Arroyo Moroti        | 1ero de Mayo      | Potrero Boca  | Balanza        | Guavira        |
| San Roque            | Agua              | Curusu Araujo | Santa Isabel   | Mbururu        |
| San Lorenzo          | Maria Auxiliadora | Santa Librada | San Francisco  | Walter Insfran |
| Bernardino Caballero | Finagrai          | Constitución  | Walter Insfrán | Cantera Boca   |
| Empalado Mi          | Villa Industrial  | Yacú          | Jakare'i       | Inmaculada     |
| Costa Rosado         | Empalado Ari      | Palma         | Jagua kai      | Centro         |
| Senavitat            | Centenario        | Tebicuarym    | San Miguel     | Ciudad Nueva   |
| 1ero de Noviembre    | Potrero Guayaki   | Ita Planchon  | Arroyo Tereré  | Conavi         |

## Deportes
El deporte más practicado en la ciudad es el fútbol, aunque también el fútbol de salón se mantiene entre los de más agrado en la población. Actualmente, la ciudad consta del Club Deportivo Caaguazú que representaba a la ciudad en la Segunda División, hasta su descenso en el año 2019, actualmente esta presente en el Campeonato Nacional de Interligas. El club goza de gran aceptación en la ciudad, y es uno de los que más gente convoca en sus presentaciones de local. Desde el 2024 el Club Deportivo Caaguazú ejerce de local en el Estadio Bosque Grande, el cual también es utilizado por otros equipos de la zona.

## Cultura

### Educación
En el 2020 caaguazú cuenta con 30,731 estudiantes matriculados en un total de 241 establecimientos escolares a lo largo y ancho de todo el distrito con un porcentaje de 51,8% de los establecimientos en la zona urbana y el 48,2% en la zona rural.

### Cine
En septiembre de 2014 se estrenó en Asunción, el primer largometraje realizado en el departamento de Caaguazú, titulado “Latas Vacías”, con dirección de Hérib Godoy. La película se estrenó en Coronel Oviedo, el 10 de octubre de 2014, reabriendo una sala de cine en esa ciudad, después de más de tres décadas.
“Latas Vacías” proviene de un proceso iniciado en 2003 en Coronel Oviedo, a través de la Sociedad Cultural, en que se realizaron varios cortometrajes como “Cosas raras” (2004), “Cruce Viñedo” (2005), “Retrato” (2005), “Guerra re” (2006), “Última parada” (2007), “El chasqui” (2009), “Cuentas” (2010) y “Pescadape” (2011).
Desde el año 2005, la Sociedad Cultural organiza el Concurso Nacional de Cortometrajes, el de mayor continuidad de su tipo en Paraguay. Desde 2013, Hérib Godoyy es Director de Cultura de la Gobernación de Caaguazú, que desde 2003 organiza la Feria Internacional del Libro "Caaguazú Lee".
Sus principales medios de comunicación son las siguientes radioemisoras: Radio Alborada 90.1, Radio Onda Verde 91.1, Radio Clásica 92.7, Radio Centenario 99.5, Radio Fama 100.5, Radio Horizonte 106.3, Radio Virtual 106.9
También cuenta con dos canales de televisión por cable, "canal 6 TV Cable Caaguazú " y "Telequince"